# Військово-морський флот Російської Федерації
Військово-морський флот Росії (рос. Военно-морской флот России) — вид Збройних сил Російської Федерації, призначений для збройного захисту інтересів Росії та ведення бойових дій на морських і океанських театрах війни. ВМФ здатний завдавати ядерних ударів по наземних об'єктах противника, знищувати угруповання його флоту в морі і базах, порушувати океанські і морські комунікації противника і захищати свої морські перевезення, сприяти Сухопутних військ в операціях на континентальних театрах військових дій, висаджувати морські десанти, брати участь у відбитті десантів противника та виконувати інші завдання.

## Завдання

### Загальні
- Стримування від застосування військової сили або загрози її застосування щодо РФ;
- захист військовими методами суверенітету РФ, суверенних прав у виключній економічній зоні та на континентальному шельфі, а також свободи відкритого моря;
- створення і підтримка умов для забезпечення безпеки морегосподарської діяльності РФ в Світовому океані;
- забезпечення військово-морської присутності РФ у Світовому океані, демонстрація прапора і військової сили, візити кораблів і суден ВМФ;

### У мирний час
- Бойове патрулювання та бойове чергування ракетних підводних човнів стратегічного призначення, готовность до нанесення ударів по призначеним об'єктам ймовірного противника;
- протидія діяльності сил і засобів розвідки противника в морях і районах океану, прилеглих до російського узбережжю, спостереження і стеження за ними в готовності до знищення з початком військових дій;
- розвідка за діяльністю іноземних кораблів та авіації;
- захист Державного кордону РФ на суші, у повітрі, на морі військовими методами;
- оборона морського узбережжя;

### У загрозливий період
- Перехід сил (військ) з мирного на воєнний час і їх оперативне розгортання;
- участь у локалізації можливих прикордонних збройних конфліктів;
- захист судноплавства і виробничої діяльності в територіальному морі та виключній економічній зоні РФ, а при необхідності — в кризових зонах світового океану.

### У воєнний час
- Ураження наземних об'єктів противника на віддалених територіях;
- нанесення поразки ударним протичовновим і інших угруповань противника, а також берегових об'єктах;
- підтримка з моря військ фронту при веденні ними оборони або наступу на приморських напрямках;
- оборона морського узбережжя.

## Структура
Головне командування ВМФ
- Надводні сили
- Підводні сили
- Морська авіація

### Берегові війська
- Берегові ракетно-артилерійські війська
- Морська піхота

## Об'єднання флоту
- Північний флот (командування у Сєвероморську)
- Балтійський флот (командування у Балтійську), з підпорядкованим Калінінградським особливим регіоном
- Чорноморський флот (командування у Севастополі)
- Тихоокеанський флот (командування у Владивостоці)
- Каспійська флотилія (командування в Астрахані)

## Бойові кораблі Росії
Список по статусу
- знищений/потоплений тощо
- не працює/на пенсії
- на дійсній службі
- скасовано до завершення
- у розробці
- на замовлення

| Бортовий номер                                        | Фото                                                     | Назва                            | Клас/Проєкт                                            | Країна/Побудовано | Закладений | Спущений   | Рік введення в експлуатацію | Статус                                                           | Примітки |
| Авіаносець                                            | Авіаносець                                               | Авіаносець                       | Авіаносець                                             | Авіаносець        | Авіаносець | Авіаносець | Авіаносець                  | Авіаносець                                                       | Авіаносець |
| ----------------------------------------------------- | -------------------------------------------------------- | -------------------------------- | ------------------------------------------------------ | ----------------- | ---------- | ---------- | --------------------------- | ---------------------------------------------------------------- | --- |
| —                                                     |                                                          | Москва                           | Проєкт 1123 «Кондор» (гелікоптерний крейсер)           | СРСР              | 1965       | 1967       | 1968                        | Списаний                                                         | Перший гелікоптероносій ВМФ СРСР                                                                                          |
| —                                                     |                                                          | Ленінград                        | Проєкт 1123 «Кондор» (гелікоптерний крейсер)           | СРСР              | 1967       | 1969       | 1969                        | Списаний                                                         | Аналог «Москва» |
| —                                                     |                                                          | Київ                             | Проєкт 1143 «Кречет»                                   | СРСР              | 21.07.1970 | 26.12.1972 | 28.12.1975                  | Списаний                                                         | Переданий Китаю, музейний корабель                                                                                        |
| —                                                     |                                                          | Мінськ                           | Проєкт 1143 «Кречет»                                   | СРСР              | 1972       | 1975       | 1978                        | Списаний                                                         | Проданий до Китаю |
| —                                                     |                                                          | Новоросійськ                     | Проєкт 1143 «Кречет»                                   | СРСР              | 1976       | 1978       | 1982                        | Списаний                                                         | Утилізований |
| —                                                     |                                                          | Баку → «Адмірал Горшков»         | Проєкт 1143.4                                          | СРСР / Росія      | 1978       | 1982       | 1987                        | Списаний                                                         | Переданий Індії як INS Vikramaditya та проходить службу у ВМС Індії з 2013 року                                           |
| —                                                     |                                                          | Адмірал Кузнєцов                 | Проєкт 1143.5                                          | СРСР / Росія      | 06.11.1983 | 05.12.1985 | 30.12.1990                  | На службі                                                        | Єдиний діючий авіаносець РФ, перебуває на ремонті з 2018                                                                  |
| —                                                     |                                                          | Ульяновськ                       | Проєкт 1143.7 (атомний авіаносець)                     | СРСР              | 25.11.1988 | —          | —                           | Недобудований                                                    | Недобудований, розібраний у 1992 році                                                                                     |
| —                                                     |                                                          | «Шторм»                          | Потенційні нові Авіаносці Проєкту 23000 «Шторм»        | Росія             | —          | —          | —                           | У проєктуванні                                                   | Амбітний проект, на стадії розробки                                                                                       |
| Ракетний крейсер                                      |                                                          |                                  |                                                        |                   |            |            |                             |                                                                  | |
|                                                       |                                                          | «Кіров»                          | Крейсери проєкту 1144 «Орлан»                          | СРСР/ Росія       | 26.03.1974 | 27.12.1977 | 30.12.1980                  | З 1991 не виходив в море. В утилизації з 2019 року Списаний      | З 1992 по 2002 рік — «Адмірал Ушаков».                                                                                    |
|                                                       |                                                          | «Адмірал Лазарєв»                | Крейсери проєкту 1144 «Орлан»                          | СРСР/ Росія       | 26.07.1978 | 26.05.1981 | 31.10.1984                  | З середини 90х не виходив в море. В утилізації з 2021 року       | До 27.05.1992 — «Фрунзе».                                                                                                 |
|                                                       |                                                          | «Адмірал Нахімов»                | Крейсери проєкту 1144 «Орлан»                          | СРСР/ Росія       | 17.05.1983 | 25.04.1986 | 30.12.1988                  | З 1997 не виходив в море. На модернізації                        | До 27.05.1992 — «Калінін». Повернення у склад флоту після модернізації заплановано на 2023 рік                            |
|                                                       |                                                          | «Петро Великий»                  | Крейсери проєкту 1144 «Орлан»                          | СРСР/ Росія       | 25.10.1986 | 29.04.1989 | 19.04.1998                  | на дійсній службі                                                | При закладці «Куйбишев»                                                                                                   |
| 121                                                   |                                                          | «Москва»                         | Крейсери проєкту 1164 «Атлант»                         | СРСР/ Росія       | 5.11.1976  | 27.7.1979  | 13.12.1982                  | знищений                                                         | Флагман Чорноморського флоту, Потоплений та знищений 13 квітня 2022 року був уражений двома українськими ракетами «Нептун |
| ~                                                     |                                                          | «Маршал Устинов»                 | Крейсери проєкту 1164 «Атлант»                         | СРСР/ Росія       | 5.10.1978  | 25.2.1982  | 15.9.1986                   | на дійсній службі                                                | Флагман Балтійського флоту.                                                                                               |
| ~                                                     |                                                          | «Варяг»                          | Крейсери проєкту 1164 «Атлант»                         | СРСР/ Росія       | 31.7.1979  | 28.8.1983  | 25.12.1989                  | на дійсній службі                                                | Тихоокеанський флот. |
| Перспективний корабель                                |                                                          |                                  |                                                        |                   |            |            |                             |                                                                  | |
| —                                                     |                                                          | Лідер                            | Есмінець проекту 23560 типу «Лідер»                    | Росія             |            |            |                             | у розробці                                                       | Перспективний ракетний крейсер нового покоління.                                                                          |
| —                                                     |                                                          | Лідер                            | Есмінець проекту 23560 типу «Лідер»                    | Росія             |            |            |                             | у розробці                                                       | Перспективний ракетний крейсер нового покоління.                                                                          |
| Есмінці Проєкту 7 «Гневний» (1930-ті)                 |                                                          |                                  |                                                        |                   |            |            |                             |                                                                  | |
| 1                                                     | Гневний                                                  | Проєкт 7 «Гневний»               | СРСР                                                   | 1935              | 1936       | 1937       | списаний                    | Перший есмінець СРСР                                             | |
| 2                                                     | Буревестник                                              | Проєкт 7 «Гневний»               | СРСР                                                   | 1935              | 1937       | 1938       | списаний                    |                                                                  | |
| 3                                                     | Сокрушительный                                           | Проєкт 7 «Гневний»               | СРСР                                                   | 1935              | 1937       | 1938       | списаний                    |                                                                  | |
| Есмінці Проєкту 7У (1940-ві)                          |                                                          |                                  |                                                        |                   |            |            |                             |                                                                  | |
| 4                                                     | Стремительный                                            | Проєкт 7У (модернізація 7)       | СРСР                                                   | 1940              | 1942       | 1943       | списаний                    |                                                                  | |
| 5                                                     | Сметливый                                                | Проєкт 7У                        | СРСР                                                   | 1940              | 1942       | 1943       | списаний                    |                                                                  | |
| Есмінці Проєкту 56 (1950-ті)                          |                                                          |                                  |                                                        |                   |            |            |                             |                                                                  | |
| 6                                                     | Грозный                                                  | Проєкт 56 «Спокійний»            | СРСР                                                   | 1955              | 1958       | 1959       | списаний                    | Перший поствоєнний есмінець із ракетним озброєнням               | |
| Есмінці Проєкту 956 (1980-ті)                         |                                                          |                                  |                                                        |                   |            |            |                             |                                                                  | |
| 7                                                     | Адмірал Ушаков                                           | Проєкт 956 «Саратов»             | СРСР / Росія                                           | 1986              | 1988       | 1992       | на службі                   | Єдиний есмінець проєкту 956, що залишився в РФ                   | |
| 8                                                     | Адмірал Чабаненко                                        | Проєкт 1155.1                    | Росія                                                  | 1992              | 1997       | 1999       | на службі                   | Модернізований есмінець радянського проєкту                      | |
| Перспективні есмінці                                  |                                                          |                                  |                                                        |                   |            |            |                             |                                                                  | |
| 9                                                     | Лідер                                                    | Проєкт 23560 «Лідер»             | Росія                                                  | —                 | —          | —          | у розробці                  | Перспективний есмінець нового покоління                          | |
| Проєкт 1124 «Альбатрос» (1960-і — 1970-і)             |                                                          |                                  |                                                        |                   |            |            |                             |                                                                  | |
| 1                                                     | Горшков                                                  | Проєкт 1124 «Альбатрос»          | СРСР                                                   | 1963              | 1964       | 1965       | списаний                    | Перші фрегати у ВМФ СРСР                                         | |
| 2                                                     | Сметливий                                                | Проєкт 1124                      | СРСР                                                   | 1964              | 1965       | 1966       | списаний                    |                                                                  | |
| Проєкт 1135 «Буревестник» (1970-і)                    |                                                          |                                  |                                                        |                   |            |            |                             |                                                                  | |
| 3                                                     | Ленінград                                                | Проєкт 1135 «Буревестник»        | СРСР                                                   | 1970              | 1972       | 1974       | списаний                    |                                                                  | |
| 4                                                     | Адмірал Головко                                          | Проєкт 1135                      | СРСР                                                   | 1972              | 1974       | 1976       | списаний                    |                                                                  | |
| 5                                                     | Беззаветний                                              | Проєкт 1135                      | СРСР                                                   | 1973              | 1975       | 1977       | списаний                    |                                                                  | |
| Проєкт 1135М «Буревестник-М» (пізні 1980-і)           |                                                          |                                  |                                                        |                   |            |            |                             |                                                                  | |
| 6                                                     | Адмірал Кулаков                                          | Проєкт 1135М                     | СРСР                                                   | 1981              | 1983       | 1984       | на службі                   | Останній із проєкту 1135                                         | |
| Проєкт 11540 «Яструб» (1990-і)                        |                                                          |                                  |                                                        |                   |            |            |                             |                                                                  | |
| 7                                                     | Адмірал Чабаненко                                        | Проєкт 11540                     | СРСР/ Росія                                            | 1990              | 1992       | 1994       | на службі                   | Прототип пізніших фрегатів РФ                                    | |
| Проєкт 11356 (2000-і — сьогодні)                      |                                                          |                                  |                                                        |                   |            |            |                             |                                                                  | |
| 8                                                     | Адмірал Григорович                                       | Проєкт 11356                     | Росія                                                  | 2010              | 2014       | 2016       | на службі                   | Основний сучасний фрегат Чорноморського флоту                    | |
| 9                                                     | Адмірал Ессен                                            | Проєкт 11356                     | Росія                                                  | 2011              | 2015       | 2017       | на службі                   |                                                                  | |
| 10                                                    | Адмірал Макаров                                          | Проєкт 11356                     | Росія                                                  | 2012              | 2016       | 2018       | на службі                   |                                                                  | |
| 11                                                    | Адмірал Бутаков                                          | Проєкт 11356                     | Росія                                                  | 2013              | 2017       | 2019       | на службі                   |                                                                  | |
| Проєкт 22350 «Адмірал» (2010-ті — сьогодні)           |                                                          |                                  |                                                        |                   |            |            |                             |                                                                  | |
| 12                                                    | Адмірал Горшков                                          | Проєкт 22350                     | Росія                                                  | 2006              | 2010       | 2018       | на службі                   | Флагман нової генерації фрегатів РФ                              | |
| 13                                                    | Адмірал Касатонов                                        | Проєкт 22350                     | Росія                                                  | 2013              | 2017       | 2020       | на службі                   |                                                                  | |
| 14                                                    | Адмірал Ісаков                                           | Проєкт 22350                     | Росія                                                  | 2014              | 2019       | 2021       | на службі                   |                                                                  | |
| 15                                                    | Адмірал Амелько                                          | Проєкт 22350                     | Росія                                                  | 2015              | 2020       | 2023       | на службі                   |                                                                  | |
| Перспективні проєкти                                  |                                                          |                                  |                                                        |                   |            |            |                             |                                                                  | |
| —                                                     | Проєкт 22350М                                            | Модернізація проєкту 22350       | Росія                                                  | 2023              | —          | —          | у розробці                  | Запланована модернізація з більшою водотоннажністю та озброєнням | |
| —                                                     | Проєкт 11439                                             | Скасований проєкт фрегата 1990-х | Росія                                                  | 1990              | —          | —          | скасований                  |                                                                  | |
| Проєкт 1124 «Альбатрос» (1960-і — 1970-і)             |                                                          |                                  |                                                        |                   |            |            |                             |                                                                  | |
| 1                                                     | Файл:MPK-43 Project 1124 Albatross in Leningrad 1969.jpg | Горшков                          | Проєкт 1124 «Альбатрос» (малий протичовновий корабель) | СРСР              | 1965       | 1966       | 1967                        | списаний                                                         | Перші корвети СРСР |
| 2                                                     | Файл:MPK-47 Project 1124 Albatros 1969.jpg               | Сметливий                        | Проєкт 1124 «Альбатрос»                                | СРСР              | 1966       | 1967       | 1968                        | списаний                                                         | |
| Проєкт 1124М (модернізований, 1970-і — 1980-і)        |                                                          |                                  |                                                        |                   |            |            |                             |                                                                  | |
| 3                                                     | Файл:MPK-203 Project 1124M 1977.jpg                      | Беззаветний                      | Проєкт 1124М                                           | СРСР              | 1977       | 1978       | 1980                        | списаний                                                         | Модернізований варіант 1124                                                                                               |
| Проєкт 1125 «Молнія» (1970-і)                         |                                                          |                                  |                                                        |                   |            |            |                             |                                                                  | |
| 4                                                     | Файл:Project1125 Molniya.jpg                             | Молнія                           | Проєкт 1125 (швидкісний корвет)                        | СРСР              | 1971       | 1973       | 1974                        | списаний                                                         | Експериментальний проект                                                                                                  |
| Проєкт 1241 «Молнія»/«Терминатор» (1980-і — 1990-і)   |                                                          |                                  |                                                        |                   |            |            |                             |                                                                  | |
| 5                                                     | Файл:Project 1241 missile corvette.png                   | Раптор                           | Проєкт 1241 «Терминатор»                               | СРСР              | 1980       | 1983       | 1985                        | списаний                                                         | Одна з перших серій |
| 6                                                     | Файл:Project 12411 Molniya-2 corvette.jpg                | Рассвет                          | Проєкт 12411                                           | СРСР              | 1987       | 1989       | 1990                        | списаний                                                         | Модернізований варіант |
| Проєкт 20380 «Стерегущий» (2000-і — сьогодні)         |                                                          |                                  |                                                        |                   |            |            |                             |                                                                  | |
| 7                                                     | Файл:Corvette Steregushchiy 2021.jpg                     | Стерегущий                       | Проєкт 20380                                           | Росія             | 2001       | 2006       | 2007                        | на службі                                                        | Перший сучасний корвет РФ                                                                                                 |
| 8                                                     | Файл:Corvette Soobrazitelnyy.jpg                         | Сообразительный                  | Проєкт 20380                                           | Росія             | 2003       | 2008       | 2010                        | на службі                                                        | |
| 9                                                     | Файл:Corvette Stoikiy.jpg                                | Стойкий                          | Проєкт 20380                                           | Росія             | 2004       | 2009       | 2011                        | на службі                                                        | |
| 10                                                    | Файл:Corvette Reshitelnyy 2015.jpg                       | Решительный                      | Проєкт 20380                                           | Росія             | 2007       | 2012       | 2013                        | на службі                                                        | |
| Проєкт 20385 (модернізація 20380, 2010-ті — сьогодні) |                                                          |                                  |                                                        |                   |            |            |                             |                                                                  | |
| 11                                                    | Файл:Corvette Gromkiy 2018.jpg                           | Громкий                          | Проєкт 20385                                           | Росія             | 2013       | 2016       | 2018                        | на службі                                                        | Модернізований корвет із покращеним озброєнням                                                                            |
| 12                                                    | Файл:Corvette Retiviy 2019.jpg                           | Ретивий                          | Проєкт 20385                                           | Росія             | 2014       | 2017       | 2019                        | на службі                                                        | |
| 13                                                    | Файл:Corvette Likhoy 2020.jpg                            | Лихой                            | Проєкт 20385                                           | Росія             | 2015       | 2018       | 2020                        | на службі                                                        | |
| Проєкт 20386 (експериментальний, 2020-ті)             |                                                          |                                  |                                                        |                   |            |            |                             |                                                                  | |
| 14                                                    | Файл:Corvette Hero of Russia 2023.jpg                    | Герой Росії                      | Проєкт 20386                                           | Росія             | 2017       | 2020       | 2023                        | на службі                                                        | Експериментальний корвет із новими технологіями                                                                           |
| —                                                     | —                                                        | Інші кораблі проєкту 20386       | Проєкт 20386                                           | Росія             | —          | —          | —                           | у розробці                                                       | Плани будівництва |
| Проєкт 22160 (патрульні кораблі, 2010-ті)             |                                                          |                                  |                                                        |                   |            |            |                             |                                                                  | |
| 15                                                    | Файл:22160VasilyBykov1.jpg                               | Василь Быков                     | Проєкт 22160                                           | Росія             | 2016       | 2018       | 2019                        | на службі                                                        | Патрульний корабель із деякими рисами корвета                                                                             |
| 16                                                    | Файл:22160Vasilevsky2.jpg                                | Василевський                     | Проєкт 22160                                           | Росія             | 2015       | 2017       | 2018                        | на службі                                                        | |
| Перспективні та скасовані проєкти                     |                                                          |                                  |                                                        |                   |            |            |                             |                                                                  | |
| —                                                     | —                                                        | Проєкт 20385 (недобудовані)      | Проєкт 20385                                           | Росія             | 2018       | —          | —                           | скасований / недобудований                                       | Частина кораблів скасована або заморожена                                                                                 |
| —                                                     | —                                                        | Проєкт 20386 (майбутні)          | Проєкт 20386                                           | Росія             | —          | —          | —                           | у розробці                                                       | Нові розробки |

## Підводні човни СРСР і РФ
Легенда
- знищений
- списаний
- на службі
- скасовано / недобудований
- у розробці
- на замовленні

| Клас / Проєкт                           | Фото                                          | Тип                                          | Країна / Побудовано | Закладений | Спущений  | Введений в експлуатацію | Статус                               | Примітки                                                  |
| --------------------------------------- | --------------------------------------------- | -------------------------------------------- | ------------------- | ---------- | --------- | ----------------------- | ------------------------------------ | --------------------------------------------------------- |
| Проєкт 611 «Гітлер» (потім «Тайфун»)    | Файл:Project 611 submarine.jpg                | Дизель-електричний                           | СРСР                | 1947       | 1949      | 1950                    | списаний                             | Перший великий дизельний підводний човен СРСР після війни |
| Проєкт 613 «Фокстрот»                   | Файл:Foxtrot class submarine.jpg              | Дизель-електричний                           | СРСР                | 1950       | 1957      | 1958                    | списаний                             | Наймасовіший дизельний підводний човен СРСР               |
| Проєкт 627 «Кит»                        | Файл:November-class submarine USSR.jpg        | Атомний підводний човен                      | СРСР                | 1954       | 1957      | 1958                    | списаний                             | Перший атомний підводний човен СРСР                       |
| Проєкт 641 «Щука»                       | Файл:Tango-class-submarine.jpg                | Дизель-електричний                           | СРСР                | 1957       | 1960      | 1960                    | списаний                             | Основний дизельний підводний човен у 1960-х               |
| Проєкт 658 «Кальмар» (Hotel)            | Файл:Hotel-class-submarine.jpg                | Стратегічний атомний ракетоносний            | СРСР                | 1958       | 1959      | 1960                    | списаний                             | Перший радянський стратегічний ракетоносний АПЧ           |
| Проєкт 641Б «Щука-Б»                    | Файл:Tango-class-submarine.jpg                | Дизель-електричний                           | СРСР                | 1960       | 1963      | 1964                    | списаний                             | Покращена версія 641-го                                   |
| Проєкт 667А «Навага» (Yankee)           | Файл:667A-class submarine.jpg                 | Стратегічний атомний ракетоносний            | СРСР                | 1963       | 1967      | 1968                    | списаний                             | Перший серійний стратегічний АПЧ                          |
| Проєкт 675 «Екран» (Echo)               | Файл:Echo-class-submarine.jpg                 | Ракетний крейсер підводного плавання         | СРСР                | 1963       | 1965      | 1967                    | списаний                             | Ракетний ударний підводний човен                          |
| Проєкт 667Б «Мурена» (Delta I, II, III) | Файл:Delta-class-submarine.jpg                | Стратегічний атомний ракетоносний            | СРСР                | 1970       | 1970–1975 | 1973–1985               | частково на службі, частково списані | Ключовий стратегічний АПЧ декількох поколінь              |
| Проєкт 877 «Палтус» (Kilo)              | Файл:Kilo-class submarine (Project 877) 2.jpg | Дизель-електричний                           | СРСР/ Росія         | 1970       | 1980      | 1980–тепер              | на службі                            | Відомий успішний дизельний підводний човен РФ             |
| Проєкт 945 «Барракуда» (Sierra I)       | Файл:Sierra-class-submarine.jpg               | Атомний підводний човен ударного призначення | СРСР                | 1971       | 1980      | 1984                    | списаний                             | Титановий корпус, ударний АПЧ                             |
| Проєкт 971 «Щука-Б» (Akula)             | Файл:Akula-class-submarine.jpg                | Атомний підводний човен ударного призначення | СРСР/ Росія         | 1983       | 1984      | 1986                    | на службі                            | Основний ударний АПЧ РФ                                   |
| Проєкт 945А «Сієрра II»                 | Файл:Sierra-II-class-submarine.jpg            | Атомний підводний човен ударного призначення | СРСР                | 1984       | 1987      | 1987                    | списаний                             | Модернізована версія 945-го                               |
| Проєкт 971М (модернізація Akula)        | Файл:Akula-class-submarine.jpg                | Атомний підводний човен ударного призначення | Росія               | 1990       | 1992      | 1992                    | на службі                            | Оновлена версія класу Akula                               |
| Проєкт 677 «Лада»                       | Файл:Lada-class-submarine.jpg                 | Дизель-електричний                           | Росія               | 1997       | 2004      | 2010                    | на службі                            | Сучасний дизельний човен РФ                               |
| Проєкт 885 «Ясень»                      | Файл:Yasen-class-submarine.jpg                | Атомний підводний човен ударного призначення | Росія               | 1993       | 2010      | 2013                    | на службі                            | Найсучасніший ударний АПЧ РФ                              |
| Проєкт 955 «Борей»                      | Файл:Borei-class-submarine.jpg                | Стратегічний атомний ракетоносний            | Росія               | 1996       | 2008      | 2013                    | на службі                            | Основний стратегічний ракетоносний АПЧ РФ                 |
| Проєкт 955А «Борей-А»                   | Файл:Borei-A-class-submarine.jpg              | Стратегічний атомний ракетоносний            | Росія               | 2012       | 2016      | 2021                    | на службі                            | Модернізована версія Борей                                |
| Проєкт 09852 «Белгород»                 | Файл:Belgorod-submarine.jpg                   | Атомний підводний човен спецпризначення      | Росія               | 1992       | 2019      | 2019                    | на службі                            | Найбільший підводний човен РФ, база для «Посейдону»       |

| Бортовий номер                                            | Фото                                              | Назва                                             | Клас/Проєкт                                       | Країна/Побудовано                                 | Закладений                                        | Спущений                                          | Введений в експлуатацію                           | Статус                                            | Примітки                                                                   |
| Підводні човни проєкту 971 «Щука-Б» (Akula class)         | Підводні човни проєкту 971 «Щука-Б» (Akula class) | Підводні човни проєкту 971 «Щука-Б» (Akula class) | Підводні човни проєкту 971 «Щука-Б» (Akula class) | Підводні човни проєкту 971 «Щука-Б» (Akula class) | Підводні човни проєкту 971 «Щука-Б» (Akula class) | Підводні човни проєкту 971 «Щука-Б» (Akula class) | Підводні човни проєкту 971 «Щука-Б» (Akula class) | Підводні човни проєкту 971 «Щука-Б» (Akula class) | Підводні човни проєкту 971 «Щука-Б» (Akula class)                          |
| --------------------------------------------------------- | ------------------------------------------------- | ------------------------------------------------- | ------------------------------------------------- | ------------------------------------------------- | ------------------------------------------------- | ------------------------------------------------- | ------------------------------------------------- | ------------------------------------------------- | -------------------------------------------------------------------------- |
| К-284                                                     |                                                   | Акула                                             | Проєкт 971 «Щука-Б»                               | СРСР                                              | 1983                                              | 1984                                              | 1984                                              | списаний                                          | Перший у серії                                                             |
| К-317                                                     |                                                   | Пантера                                           | Проєкт 971                                        | Росія                                             | 1987                                              | 1990                                              | 1990                                              | на службі                                         | —                                                                          |
| К-461                                                     |                                                   | Волк                                              | Проєкт 971                                        | Росія                                             | 1986                                              | 1988                                              | 1991                                              | списаний                                          | —                                                                          |
| К-328                                                     |                                                   | Леопард                                           | Проєкт 971                                        | Росія                                             | 1988                                              | 1992                                              | 1992                                              | на службі                                         | —                                                                          |
| К-391                                                     |                                                   | Братськ                                           | Проєкт 971                                        | Росія                                             | 1989                                              | 1990                                              | 1991                                              | на модернізації                                   | —                                                                          |
| К-322                                                     |                                                   | Кашалот                                           | Проєкт 971                                        | СРСР                                              | 1986                                              | 1988                                              | 1989                                              | списаний                                          | —                                                                          |
| К-154                                                     |                                                   | Тигр                                              | Проєкт 971                                        | Росія                                             | 1989                                              | 1993                                              | 1994                                              | на службі                                         | —                                                                          |
| К-335                                                     |                                                   | Гепард                                            | Проєкт 971У                                       | Росія                                             | 1991                                              | 2001                                              | 2001                                              | на службі                                         | Удосконалена версія                                                        |
| К-152                                                     |                                                   | Нерпа                                             | Проєкт 971                                        | Росія                                             | 1993                                              | 2006                                              | 2009                                              | оренда Індії                                      | В оренді як INS Chakra                                                     |
| К-295                                                     |                                                   | Самара                                            | Проєкт 971                                        | Росія                                             | 1993                                              | 1995                                              | 1995                                              | на ремонті                                        | —                                                                          |
| К-419                                                     |                                                   | Кузбасс                                           | Проєкт 971                                        | Росія                                             | 1991                                              | 1992                                              | 1992                                              | на службі                                         | —                                                                          |
| К-331                                                     |                                                   | Магадан                                           | Проєкт 971                                        | Росія                                             | 1990                                              | 1992                                              | 1993                                              | списаний                                          | —                                                                          |
| К-419                                                     |                                                   | Томськ                                            | Проєкт 971                                        | Росія                                             | 1991                                              | 1996                                              | 1996                                              | на службі                                         | —                                                                          |
| К-317                                                     |                                                   | Вепр                                              | Проєкт 971                                        | Росія                                             | 1988                                              | 1990                                              | 1991                                              | на службі                                         | —                                                                          |
| К-461                                                     |                                                   | Кузнецьк                                          | Проєкт 971                                        | Росія                                             | 1995                                              | —                                                 | —                                                 | незавершений                                      | Будівництво припинено                                                      |
| Підводні човни проєкту 885 «Ясень» (Graney class)         |                                                   |                                                   |                                                   |                                                   |                                                   |                                                   |                                                   |                                                   |                                                                            |
| К-560                                                     |                                                   | Сєвєродвінськ                                     | Проєкт 885 «Ясень»                                | Росія                                             | 1993                                              | 2010                                              | 2013                                              | на службі                                         | Перший човен серії                                                         |
| К-561                                                     |                                                   | Казань                                            | Проєкт 885М «Ясень-М»                             | Росія                                             | 2009                                              | 2017                                              | 2021                                              | на службі                                         | Покращена версія                                                           |
| К-573                                                     |                                                   | Новосибірськ                                      | Проєкт 885М «Ясень-М»                             | Росія                                             | 2013                                              | 2019                                              | 2021                                              | на службі                                         | —                                                                          |
| К-571                                                     |                                                   | Красноярськ                                       | Проєкт 885М «Ясень-М»                             | Росія                                             | 2014                                              | 2021                                              | 2024                                              | на службі                                         | —                                                                          |
| К-564                                                     |                                                   | Архангельськ                                      | Проєкт 885М «Ясень-М»                             | Росія                                             | 2015                                              | 2023                                              | 2025                                              | на замовленні                                     | На завершенні випробувань                                                  |
| К-XXX                                                     |                                                   | Перм                                              | Проєкт 885М «Ясень-М»                             | Росія                                             | 2016                                              | —                                                 | 2025 (очікується)                                 | у розробці                                        | У добудові                                                                 |
| К-XXX                                                     |                                                   | Ульяновськ                                        | Проєкт 885М «Ясень-М»                             | Росія                                             | 2017                                              | —                                                 | 2026 (очікується)                                 | у розробці                                        | У будівництві                                                              |
| К-XXX                                                     |                                                   | Владивосток                                       | Проєкт 885М «Ясень-М»                             | Росія                                             | 2020                                              | —                                                 | 2027 (очікується)                                 | у розробці                                        | Найновіший з серії                                                         |
| К-XXX                                                     |                                                   | Нижній Новгород                                   | Проєкт 885М «Ясень-М»                             | Росія                                             | 2021                                              | —                                                 | 2028 (очікується)                                 | у розробці                                        | Ймовірна назва, будівництво триває                                         |
| Підводні човни проєкту 658 «Хотель I» (Hotel I class)     |                                                   |                                                   |                                                   |                                                   |                                                   |                                                   |                                                   |                                                   |                                                                            |
| К-19                                                      |                                                   | К-19                                              | Проєкт 658 «Хотель I»                             | СРСР                                              | 1958                                              | 1959                                              | 1960                                              | Списаний                                          | Відомий як «Чорнобиль на глибині»                                          |
| К-33                                                      |                                                   | К-33                                              | Проєкт 658 «Хотель I»                             | СРСР                                              | 1959                                              | 1960                                              | 1961                                              | Списаний                                          | —                                                                          |
| К-40                                                      |                                                   | К-40                                              | Проєкт 658 «Хотель I»                             | СРСР                                              | 1959                                              | 1960                                              | 1961                                              | Списаний                                          | —                                                                          |
| К-55                                                      |                                                   | К-55                                              | Проєкт 658 «Хотель I»                             | СРСР                                              | 1959                                              | 1960                                              | 1962                                              | Списаний                                          | —                                                                          |
| К-57                                                      |                                                   | К-57                                              | Проєкт 658 «Хотель I»                             | СРСР                                              | 1960                                              | 1961                                              | 1962                                              | Списаний                                          | —                                                                          |
| К-145                                                     |                                                   | К-145                                             | Проєкт 658 → модернізований до проєкту 701        | СРСР                                              | 1960                                              | 1961                                              | 1963                                              | Списаний                                          | Перебудований у Hotel III                                                  |
| К-118                                                     |                                                   | К-118                                             | Проєкт 658 «Хотель I»                             | СРСР                                              | 1960                                              | 1962                                              | 1964                                              | Списаний                                          | —                                                                          |
| К-122                                                     |                                                   | К-122                                             | Проєкт 658 «Хотель I»                             | СРСР                                              | 1961                                              | 1962                                              | 1965                                              | Списаний                                          |                                                                            |
| Підводні човни проєкту 701 «Хотель III» (Hotel III class) |                                                   |                                                   |                                                   |                                                   |                                                   |                                                   |                                                   |                                                   |                                                                            |
| К-145                                                     |                                                   | К-145                                             | Проєкт 701 «Хотель III»                           | СРСР                                              | 1977                                              | 1980                                              | 1981                                              | Списаний                                          | Експериментально-бойовий підводний човен з балістичними ракетами           |
| Підводні човни проєкту 667А «Навага» (Yankee class)       |                                                   |                                                   |                                                   |                                                   |                                                   |                                                   |                                                   |                                                   |                                                                            |
| К-137                                                     |                                                   | К-137 «Ленінградський комсомолець»                | Проєкт 667А «Навага»                              | СРСР                                              | 1964                                              | 1966                                              | 1967                                              | Загинув                                           | Аварія у 1989                                                              |
| К-140                                                     |                                                   | К-140                                             | Проєкт 667А «Навага»                              | СРСР                                              | 1964                                              | 1966                                              | 1968                                              | Списаний                                          | —                                                                          |
| К-26                                                      |                                                   | К-26                                              | Проєкт 667А «Навага»                              | СРСР                                              | 1965                                              | 1967                                              | 1968                                              | Списаний                                          | Переобладнаний у К-420                                                     |
| К-253                                                     |                                                   | К-253                                             | Проєкт 667А «Навага»                              | СРСР                                              | 1966                                              | 1968                                              | 1969                                              | Списаний                                          | —                                                                          |
| К-395                                                     |                                                   | К-395                                             | Проєкт 667А «Навага»                              | СРСР                                              | 1966                                              | 1968                                              | 1969                                              | Списаний                                          | —                                                                          |
| К-258                                                     |                                                   | К-258                                             | Проєкт 667А «Навага»                              | СРСР                                              | 1966                                              | 1968                                              | 1969                                              | Списаний                                          | —                                                                          |
| К-444                                                     |                                                   | К-444                                             | Проєкт 667А «Навага»                              | СРСР                                              | 1967                                              | 1969                                              | 1970                                              | Списаний                                          | —                                                                          |
| К-184                                                     |                                                   | К-184                                             | Проєкт 667А «Навага»                              | СРСР                                              | 1967                                              | 1969                                              | 1970                                              | Списаний                                          | —                                                                          |
| К-410                                                     |                                                   | К-410                                             | Проєкт 667А «Навага»                              | СРСР                                              | 1967                                              | 1969                                              | 1970                                              | Списаний                                          | —                                                                          |
| К-413                                                     |                                                   | К-413                                             | Проєкт 667А «Навага»                              | СРСР                                              | 1967                                              | 1969                                              | 1970                                              | Списаний                                          | —                                                                          |
| К-415                                                     |                                                   | К-415                                             | Проєкт 667А «Навага»                              | СРСР                                              | 1968                                              | 1970                                              | 1971                                              | Списаний                                          | —                                                                          |
| К-418                                                     |                                                   | К-418                                             | Проєкт 667А «Навага»                              | СРСР                                              | 1968                                              | 1970                                              | 1971                                              | Списаний                                          | —                                                                          |
| К-422                                                     |                                                   | К-422                                             | Проєкт 667А «Навага»                              | СРСР                                              | 1968                                              | 1970                                              | 1971                                              | Списаний                                          | —                                                                          |
| К-425                                                     |                                                   | К-425                                             | Проєкт 667А «Навага»                              | СРСР                                              | 1968                                              | 1970                                              | 1971                                              | Списаний                                          | —                                                                          |
| К-428                                                     |                                                   | К-428                                             | Проєкт 667А «Навага»                              | СРСР                                              | 1969                                              | 1971                                              | 1972                                              | Списаний                                          | —                                                                          |
| К-430                                                     |                                                   | К-430                                             | Проєкт 667А «Навага»                              | СРСР                                              | 1969                                              | 1971                                              | 1972                                              | Списаний                                          | —                                                                          |
| К-433                                                     |                                                   | К-433                                             | Проєкт 667А «Навага»                              | СРСР                                              | 1969                                              | 1971                                              | 1972                                              | Списаний                                          | —                                                                          |
| К-435                                                     |                                                   | К-435                                             | Проєкт 667А «Навага»                              | СРСР                                              | 1969                                              | 1971                                              | 1972                                              | Списаний                                          | —                                                                          |
| К-438                                                     |                                                   | К-438                                             | Проєкт 667А «Навага»                              | СРСР                                              | 1970                                              | 1972                                              | 1973                                              | Списаний                                          | —                                                                          |
| К-441                                                     |                                                   | К-441                                             | Проєкт 667А «Навага»                              | СРСР                                              | 1970                                              | 1972                                              | 1973                                              | Списаний                                          | —                                                                          |
| К-446                                                     |                                                   | К-446                                             | Проєкт 667А «Навага»                              | СРСР                                              | 1970                                              | 1972                                              | 1973                                              | Списаний                                          | —                                                                          |
| К-449                                                     |                                                   | К-449                                             | Проєкт 667А «Навага»                              | СРСР                                              | 1971                                              | 1973                                              | 1974                                              | Списаний                                          | —                                                                          |
| К-451                                                     |                                                   | К-451                                             | Проєкт 667А «Навага»                              | СРСР                                              | 1971                                              | 1973                                              | 1974                                              | Списаний                                          | —                                                                          |
| К-472                                                     |                                                   | К-472                                             | Проєкт 667А «Навага»                              | СРСР                                              | 1971                                              | 1973                                              | 1974                                              | Списаний                                          | —                                                                          |
| К-496                                                     |                                                   | К-496                                             | Проєкт 667А «Навага»                              | СРСР                                              | 1972                                              | 1974                                              | 1975                                              | Списаний                                          | —                                                                          |
| К-499                                                     |                                                   | К-499                                             | Проєкт 667А «Навага»                              | СРСР                                              | 1972                                              | 1974                                              | 1975                                              | Списаний                                          |                                                                            |
| Підводні човни проєкту 667АМ «Навага-М» (Yankee II class) |                                                   |                                                   |                                                   |                                                   |                                                   |                                                   |                                                   |                                                   |                                                                            |
| К-140                                                     |                                                   | К-140                                             | Проєкт 667АМ «Навага-М»                           | СРСР                                              | 1965                                              | 1969                                              | 1970                                              | Списаний                                          | Єдиний човен модернізований за проєктом 667АМ з 667А; випробував БРПЧ Р-31 |
| Підводні човни проєкту 667Б «Мурена» (Delta I class)      |                                                   |                                                   |                                                   |                                                   |                                                   |                                                   |                                                   |                                                   |                                                                            |
| К-279                                                     |                                                   | К-279                                             | Проєкт 667Б «Мурена»                              | СРСР                                              | 1971                                              | 1972                                              | 1973                                              | Списаний                                          | Зіткнення з SSN «Augusta» (1986)                                           |
| К-171                                                     |                                                   | К-171                                             | Проєкт 667Б «Мурена»                              | СРСР                                              | 1972                                              | 1973                                              | 1974                                              | Списаний                                          | —                                                                          |
| К-241                                                     |                                                   | К-241                                             | Проєкт 667Б «Мурена»                              | СРСР                                              | 1973                                              | 1974                                              | 1975                                              | Списаний                                          | —                                                                          |
| К-424                                                     |                                                   | К-424                                             | Проєкт 667Б «Мурена»                              | СРСР                                              | 1973                                              | 1975                                              | 1976                                              | Списаний                                          | —                                                                          |
| К-447                                                     |                                                   | К-447                                             | Проєкт 667Б «Мурена»                              | СРСР                                              | 1974                                              | 1976                                              | 1977                                              | Списаний                                          | —                                                                          |
| К-457                                                     |                                                   | К-457                                             | Проєкт 667Б «Мурена»                              | СРСР                                              | 1974                                              | 1976                                              | 1978                                              | Списаний                                          | —                                                                          |
| К-460                                                     |                                                   | К-460                                             | Проєкт 667Б «Мурена»                              | СРСР                                              | 1975                                              | 1977                                              | 1978                                              | Списаний                                          | —                                                                          |
| К-475                                                     |                                                   | К-475                                             | Проєкт 667Б «Мурена»                              | СРСР                                              | 1975                                              | 1977                                              | 1979                                              | Списаний                                          | —                                                                          |
| К-500                                                     |                                                   | К-500                                             | Проєкт 667Б «Мурена»                              | СРСР                                              | 1976                                              | 1978                                              | 1980                                              | Списаний                                          | —                                                                          |
| К-530                                                     |                                                   | К-530                                             | Проєкт 667Б «Мурена»                              | СРСР                                              | 1976                                              | 1978                                              | 1980                                              | Списаний                                          | —                                                                          |
| К-223                                                     |                                                   | К-223                                             | Проєкт 667Б «Мурена»                              | СРСР                                              | 1972                                              | 1974                                              | 1975                                              | Списаний                                          | —                                                                          |
| К-395                                                     |                                                   | К-395                                             | Проєкт 667Б «Мурена»                              | СРСР                                              | 1973                                              | 1975                                              | 1976                                              | Списаний                                          | —                                                                          |
| К-447                                                     |                                                   | К-447                                             | Проєкт 667Б «Мурена»                              | СРСР                                              | 1974                                              | 1976                                              | 1977                                              | Списаний                                          | —                                                                          |
| К-476                                                     |                                                   | К-476                                             | Проєкт 667Б «Мурена»                              | СРСР                                              | 1975                                              | 1977                                              | 1978                                              | Списаний                                          | —                                                                          |
| К-499                                                     |                                                   | К-499                                             | Проєкт 667Б «Мурена»                              | СРСР                                              | 1975                                              | 1977                                              | 1979                                              | Списаний                                          | —                                                                          |
| К-530                                                     |                                                   | К-530                                             | Проєкт 667Б «Мурена»                              | СРСР                                              | 1976                                              | 1978                                              | 1980                                              | Списаний                                          | —                                                                          |
| К-444                                                     |                                                   | К-444                                             | Проєкт 667Б «Мурена»                              | СРСР                                              | 1974                                              | 1976                                              | 1978                                              | Списаний                                          | —                                                                          |
| К-475                                                     |                                                   | К-475                                             | Проєкт 667Б «Мурена»                              | СРСР                                              | 1975                                              | 1977                                              | 1979                                              | Списаний                                          |                                                                            |
| Підводні човни проєкту 667БД «Мурена-М» (Delta II class)  |                                                   |                                                   |                                                   |                                                   |                                                   |                                                   |                                                   |                                                   |                                                                            |
| К-140                                                     |                                                   | Свердловськ                                       | Проєкт 667БД «Мурена-М»                           | СРСР                                              | 1976                                              | 1978                                              | 1980                                              | Списаний                                          | Виведений зі служби                                                        |
| К-496                                                     |                                                   | Воронеж                                           | Проєкт 667БД «Мурена-М»                           | СРСР                                              | 1978                                              | 1980                                              | 1982                                              | Списаний                                          | Виведений зі служби                                                        |
| К-433                                                     |                                                   | Саратов                                           | Проєкт 667БД «Мурена-М»                           | СРСР                                              | 1979                                              | 1981                                              | 1983                                              | Списаний                                          | Виведений зі служби                                                        |
| К-480                                                     |                                                   | Обнінськ                                          | Проєкт 667БД «Мурена-М»                           | СРСР                                              | 1980                                              | 1982                                              | 1984                                              | Списаний                                          | Виведений зі служби                                                        |
| Підводні човни проєкту 667БДР «Кальмар» (Delta III class) |                                                   |                                                   |                                                   |                                                   |                                                   |                                                   |                                                   |                                                   |                                                                            |
| К-44                                                      |                                                   | Рязань                                            | Проєкт 667БДР «Кальмар»                           | СРСР                                              | 1976                                              | 1978                                              | 1980                                              | Списаний                                          | Виведений зі служби                                                        |
| К-132                                                     |                                                   | Іркутськ                                          | Проєкт 667БДР «Кальмар»                           | СРСР                                              | 1977                                              | 1979                                              | 1981                                              | Списаний                                          | Виведений зі служби                                                        |
| К-134                                                     |                                                   | Рославль                                          | Проєкт 667БДР «Кальмар»                           | СРСР                                              | 1977                                              | 1979                                              | 1982                                              | Списаний                                          | Виведений зі служби                                                        |
| К-140                                                     |                                                   | Свердловськ                                       | Проєкт 667БДР «Кальмар»                           | СРСР                                              | 1978                                              | 1980                                              | 1983                                              | Списаний                                          | Виведений зі служби                                                        |
| К-160                                                     |                                                   | Тула                                              | Проєкт 667БДР «Кальмар»                           | СРСР                                              | 1979                                              | 1981                                              | 1984                                              | На службі                                         | Проводиться модернізація                                                   |
| К-407                                                     |                                                   | Новосибірськ                                      | Проєкт 667БДР «Кальмар»                           | СРСР                                              | 1980                                              | 1982                                              | 1985                                              | На службі                                         | В строю                                                                    |
| К-442                                                     |                                                   | Челябінськ                                        | Проєкт 667БДР «Кальмар»                           | СРСР                                              | 1981                                              | 1983                                              | 1986                                              | На службі                                         | В строю                                                                    |
| К-433                                                     |                                                   | Саратов                                           | Проєкт 667БДР «Кальмар»                           | СРСР                                              | 1981                                              | 1983                                              | 1987                                              | Списаний                                          | Виведений зі служби                                                        |
| К-44                                                      |                                                   | Томськ                                            | Проєкт 667БДР «Кальмар»                           | СРСР                                              | 1982                                              | 1984                                              | 1988                                              | Списаний                                          | Виведений зі служби                                                        |
| К-335                                                     |                                                   | Якутськ                                           | Проєкт 667БДР «Кальмар»                           | СРСР                                              | 1983                                              | 1985                                              | 1989                                              | На службі                                         | В строю                                                                    |
| К-507                                                     |                                                   | Рязань                                            | Проєкт 667БДР «Кальмар»                           | СРСР                                              | 1984                                              | 1986                                              | 1990                                              | Списаний                                          | Виведений зі служби                                                        |
| К-420                                                     |                                                   | Нижній Новгород                                   | Проєкт 667БДР «Кальмар»                           | СРСР                                              | 1985                                              | 1987                                              | 1991                                              | Списаний                                          | Виведений зі служби                                                        |
| К-403                                                     |                                                   | Смоленськ                                         | Проєкт 667БДР «Кальмар»                           | СРСР                                              | 1985                                              | 1987                                              | 1991                                              | Списаний                                          | Виведений зі служби                                                        |
| К-456                                                     |                                                   | Тула                                              | Проєкт 667БДР «Кальмар»                           | СРСР                                              | 1986                                              | 1988                                              | 1992                                              | Списаний                                          | Виведений зі служби                                                        |
| К-391                                                     |                                                   | Воронеж                                           | Проєкт 667БДР «Кальмар»                           | СРСР                                              | 1987                                              | 1989                                              | 1993                                              | Списаний                                          | Виведений зі служби                                                        |
| Підводні човни проєкту 667БДРМ «Дельфін» (Delta IV class) |                                                   |                                                   |                                                   |                                                   |                                                   |                                                   |                                                   |                                                   |                                                                            |
| К-51                                                      |                                                   | Верхотур'є                                        | Проєкт 667БДРМ «Дельфін»                          | СРСР / Росія                                      | 1979                                              | 1981                                              | 1984                                              | на службі                                         | Флагман серії                                                              |
| К-84                                                      |                                                   | Єкатеринбург                                      | Проєкт 667БДРМ                                    | СРСР / Росія                                      | 1982                                              | 1984                                              | 1985                                              | на службі                                         | Пошкоджений пожежею у 2011, відновлений                                    |
| К-114                                                     |                                                   | Тула                                              | Проєкт 667БДРМ                                    | СРСР / Росія                                      | 1984                                              | 1986                                              | 1987                                              | на службі                                         | Пройшов модернізацію                                                       |
| К-117                                                     |                                                   | Брянськ                                           | Проєкт 667БДРМ                                    | СРСР / Росія                                      | 1985                                              | 1988                                              | 1989                                              | на службі                                         | —                                                                          |
| К-18                                                      |                                                   | Карелія                                           | Проєкт 667БДРМ                                    | СРСР / Росія                                      | 1986                                              | 1989                                              | 1990                                              | на службі                                         | —                                                                          |
| К-407                                                     |                                                   | Новомосковськ                                     | Проєкт 667БДРМ                                    | СРСР / Росія                                      | 1987                                              | 1990                                              | 1990                                              | на службі                                         | Відомий запуском супутника з ПЧАРБ                                         |
| К-64                                                      |                                                   | Вологда (раніше «Єкатеринбург»)                   | Проєкт 667БДРМ                                    | СРСР / Росія                                      | 1982                                              | 1984                                              | 1985                                              | списаний                                          | Знятий з озброєння, замінений модернізованим корпусом                      |
| Підводні човни проєкту 941 «Акула» (Typhoon class)        |                                                   |                                                   |                                                   |                                                   |                                                   |                                                   |                                                   |                                                   |                                                                            |
| ТК-208                                                    |                                                   | Дмитро Донський                                   | Проєкт 941 «Акула»                                | СРСР / Росія                                      | 1976                                              | 1980                                              | 1981                                              | Списаний                                          | Єдиний, що зберігався до 2022 (як навчальний)                              |
| ТК-202                                                    |                                                   | Сєвєроморськ                                      | Проєкт 941                                        | СРСР                                              | 1977                                              | 1981                                              | 1983                                              | Списаний                                          | Списаний у 1999                                                            |
| ТК-12                                                     |                                                   | Сімбірськ                                         | Проєкт 941                                        | СРСР                                              | 1978                                              | 1982                                              | 1984                                              | Списаний                                          | Списаний до 2007                                                           |
| ТК-13                                                     |                                                   | Архангельськ                                      | Проєкт 941                                        | СРСР                                              | 1980                                              | 1984                                              | 1986                                              | Списаний                                          | Списаний у 2006                                                            |
| ТК-17                                                     |                                                   | Арктика                                           | Проєкт 941                                        | СРСР                                              | 1982                                              | 1986                                              | 1987                                              | Списаний                                          | Списаний до 2009                                                           |
| ТК-20                                                     |                                                   | Сєвєрсталь                                        | Проєкт 941                                        | СРСР                                              | 1983                                              | 1988                                              | 1989                                              | Списаний                                          | Списаний у 2004                                                            |
| ТК-210                                                    |                                                   | (Не введений)                                     | Проєкт 941У                                       | СРСР                                              | —                                                 | —                                                 | —                                                 | скасований                                        | Не завершений, розрізаний на стадії будівництва                            |
| Підводні човни проєкту 955 «Борей» (Borey class)          |                                                   |                                                   |                                                   |                                                   |                                                   |                                                   |                                                   |                                                   |                                                                            |
| К-535                                                     |                                                   | Юрій Долгорукий                                   | Проєкт 955 «Борей»                                | Росія                                             | 1996                                              | 2008                                              | 2013                                              | на службі                                         | Перший човен серії                                                         |
| К-550                                                     |                                                   | Олександр Невський                                | Проєкт 955                                        | Росія                                             | 2004                                              | 2010                                              | 2013                                              | на службі                                         | —                                                                          |
| К-551                                                     |                                                   | Володимир Мономах                                 | Проєкт 955                                        | Росія                                             | 2006                                              | 2012                                              | 2014                                              | на службі                                         | —                                                                          |
| К-549                                                     |                                                   | Князь Володимир                                   | Проєкт 955А «Борей-А»                             | Росія                                             | 2012                                              | 2017                                              | 2020                                              | на службі                                         | Перший модернізований човен                                                |
| К-552                                                     |                                                   | Князь Олег                                        | Проєкт 955А                                       | Росія                                             | 2014                                              | 2020                                              | 2021                                              | на службі                                         | —                                                                          |
| К-553                                                     |                                                   | Генералісімус Суворов                             | Проєкт 955А                                       | Росія                                             | 2014                                              | 2021                                              | 2022                                              | на службі                                         | —                                                                          |
| К-554                                                     |                                                   | Імператор Олександр III                           | Проєкт 955А                                       | Росія                                             | 2015                                              | 2022                                              | 2023                                              | на службі                                         | —                                                                          |
| К-555                                                     |                                                   | Князь Пожарський                                  | Проєкт 955А                                       | Росія                                             | 2016                                              | —                                                 | 2024 (очікується)                                 | у розробці                                        | На завершенні будівництва                                                  |
| К-556                                                     |                                                   | Дмитро Донський                                   | Проєкт 955А                                       | Росія                                             | 2021                                              | —                                                 | 2026 (очікується)                                 | у розробці                                        | Закладено у Сєвмаші                                                        |
| К-557                                                     |                                                   | Князь Потьомкін                                   | Проєкт 955А                                       | Росія                                             | 2023                                              | —                                                 | 2027 (очікується)                                 | у розробці                                        | Найновіший у серії                                                         |
| —                                                         |                                                   | (Ім'я невідоме)                                   | Проєкт 955А                                       | Росія                                             | —                                                 | —                                                 | —                                                 | у розробці                                        | 3 додаткових човни замовлені, будуються                                    |
| —                                                         |                                                   | (Ім'я невідоме)                                   | Проєкт 955А                                       | Росія                                             | —                                                 | —                                                 | —                                                 | у розробці                                        | —                                                                          |
| —                                                         |                                                   | (Ім'я невідоме)                                   | Проєкт 955А                                       | Росія                                             | —                                                 | —                                                 | —                                                 | у розробці                                        | —                                                                          |